# Colobaea pectoralis
Colobaea pectoralis är en tvåvingeart som först beskrevs av Zetterstedt 1847.  Colobaea pectoralis ingår i släktet Colobaea och familjen kärrflugor. Arten är reproducerande i Sverige. Inga underarter finns listade i Catalogue of Life.